# Un cercueil de diamants
Pour plus de détails, voir Fiche technique et Distribution.
Un cercueil de diamants (Die Rechnung – eiskalt serviert) est un film policier franco-ouest-allemand réalisé par Helmuth Ashley et sorti en 1966.

## Synopsis
La bande de Charles Anderson veut attaquer un fourgon de transport de fonds du Trésor public de New York. Pour cela, ils ont besoin de l'aide du chimiste Tommy Wheeler. Une deuxième bande observe les préparatifs du vol et force Wheeler à changer de camp. Wheeler est poursuivi par Anderson comme traître et meurt au cours d'une course-poursuite.
Le braquage lui-même se déroule comme prévu. Anderson fait ensuite enlever la petite amie de Wheeler, Violet, afin d'avoir accès à ses commanditaires. Violet, enlevée, appelle Jerry Cotton à l'aide par téléphone, mais la conversation est interceptée par Anderson, qui pense que Jerry Cotton est le complice de Wheeler. En réalité, les commanditaires de Wheeler sont le contrôleur en chef du Trésor, Davis, et son assistant Stanley. En tentant de libérer Violet, Jerry Cotton est également arrêté.
Davis et Stanley parviennent à s'imposer face à Anderson et ses hommes et à s'emparer du butin ; ils prétendent toutefois laisser un tiers du butin au gang. Davis tend cependant un piège aux hommes d'Anderson, qui sont arrêtés par le FBI. Anderson lui-même est abattu par Stanley. Davis et Stanley s'enfuient avec le butin à bord d'un hélicoptère. Jerry Cotton parvient à se libérer avec Violet. Il s'accroche à l'hélicoptère et le contraint à un atterrissage d'urgence. Davis et Stanley sont arrêtés.

## Fiche technique
- Titre français : Un cercueil de diamants ou Jerry Cotton paie comptant[1]
- Titre original : Die Rechnung – eiskalt serviert
- Réalisation : Helmuth Ashley
- Scénario : George Hurdalek
- Photographie : Franz Xaver Lederle (de)
- Montage : Alfred Srp
- Musique : Peter Thomas
- Production : Reinhard Mohn, Manfred Köhnlechner, Manfred Barthel, Herbert Schmidt, Heinz Willeg (de)
- Sociétés de production : Allianz Filmproduktion, Constantin Film
- Pays de production :  Allemagne de l'Ouest -  France
- Langue originale : allemand
- Format : Noir et blanc - 1,66:1 - Son mono - 35 mm
- Genre : Film policier
- Durée : 98 minutes
- Dates de sortie : 
  - Allemagne de l'Ouest : 25 août 1966
  - France : 12 juin 1968[1]

## Distribution
- George Nader : Jerry Cotton
- Heinz Weiss : Phil Decker
- Yvonne Monlaur : Violet
- Horst Tappert : Charles Anderson
- Ullrich Haupt : George Davis
- Walter Rilla : John M. Clark
- Helga Schlack : Helen Calvert
- Christian Doermer : Tommy Wheeler
- Birke Bruck : Mary
- Arthur Brauss : Billiboy
- Axel Scholtz : Happy
- Ilija Ivezić : Caruso
- Rainer Brandt : Stanley
- Richard Münch : M. High
- Hans Waldherr : Kingkong
- Pierre Richard (homonyme à ne pas confondre avec l'acteur né en 1934) : Chuck
- Günther Dockerill :  Expert en explosifs